# 小行星4142
小行星4142（英語：4142 Dersu-Uzala）是一颗围绕太阳公转的小行星。1981年5月28日，茲丹卡·瓦弗洛娃在克列特发现了此天体。
这颗小行星的绝对星等为55.30300等。小行星4142以俄羅斯探險家弗拉基米爾·阿爾謝尼耶夫的著作《德蘇·烏扎拉》的登場角色德蘇·烏札拉命名。